# Percy-Neville-fejden
Percy-Neville-fejden var en serie skärmytslingar, räder och vandalism mellan två betydande familjer i norra England, och deras anhängare, vilket bidrog till att utlösa Rosornas krig. 

## Inledning
Fejdens ursprung är okänt, men de första våldsutbrotten skedde under 1450-talet, före Rosornas krig. Antagonisterna skulle senare mötas i strid åtskilliga gånger under kriget, något som ibland ledde till att medlemmar av familjerna stupade. Vad som var ursprungsorsaken vet man inte, men avund om nästan allt; titlar, rikedom, kvinnor och landområden höll den vid liv och fick den att förvärras. 
Släkterna Neville och Percy leddes båda av män i femtioårsåldern, båda med våldsamma och hetlevrade söner. 1452 blev William Percy biskop av Carlisle; en titel som länge innehafts av Nevilles. Det uppenbara missnöjet bland Nevilles för denna handling, fick många som var mot dem att vända sig till familjen Percy, särskilt till den äldre brodern, Lord Egremont. 
Då han fått fler och fler anhängare, meddelade Rikard Neville, earl av Salisbury Henrik VI att det kunde komma att bli oroligheter. Kungen uppmanade Egremont att komma till London tre gånger, men han dök aldrig upp. En av orsakerna till detta kan varit rädsla för att flytta sig från sitt gömställe, då John Neville, Salisburys tredje son och en erfaren soldat, hade jagat honom i över en månad. De båda hade slagits på varandras egendomar och båda sidors anhängare gjorde sitt bästa för att krossa fönster, skriva på väggar, fördriva arrendatorer och begå inbrott i varandras hus.  
I Topcliffe bara några kilometer från Nevilles gods, hotade John Neville att hänga alla arrendatorer om de inte talade om var Egremont gömde sig. Hennrik VI skickade flera brev till earlerna Salisbury och Northumberland med begäran om att de skulle stoppa sina söners kriminella handlingar, men förgäves. 

## Skärmytslingen på Heworth Moor
24 augusti 1454, ett år innan det Första slaget vid St Albans, möttes Nevilles och Percys styrkor för första gången. Attacken leddes av Lord Egremont mot Johns bror Thomas' brudfölje. Lord Cromwell hade kommit över en del av Percys områden några år tidigare och nu skulle Thomas Neville gifta sig med Cromwells arvtagare, Maude Stanhope. Tanken på att Percygårdar skulle gå till Nevillefamiljen var mer än Lord Egremont kunde bära, han tillbringade dagar att dra samman folk i York och överföll Nevilles på deras tillbakaväg från Sheriff Hutton. Han planerade utan tvivel att mörda Nevilles, men hela släkten var där med sina följen så de hade förmodligen en större styrka än vad han räknat med (earlerna Salisbury och Warwick hade rätt att ha några hundra soldater var i sina följen).
Percys styrka var trots det troligtvis större i storlek (710 namn har bevarats, så de var troligtvis över tusen). Ömsesidig rädsla för ett regelrätt slag ledde till att det knappt blev någon blodsutgjutelse och Nevilles kunde ganska snabbt ta sig till sitt fäste i Sheriff Hutton.

## Öppen krigföring
Som hämnd plundrade John Neville den frånvarande earlen av Northumberlands hus i Catton i Yorkshire och förstörde det. Nästa dag attackerade Rikard Percy ett hus på Nevilles egendomar. 
Risken för inbördeskrig ökade då båda sidor sammankallade sina anhängare till fästen i norr. 20 oktober hade Percy-klanen samlat 10 000 man vid Topcliffe. Bara drygt sex kilometer bort fanns Nevilles styrka stationerad vid Sheriff Hutton. Efter flera allvarliga hot från kungen kom de till en fredlig lösning och skingade sina män. En historiker skrev Det var ingen försoning, räkenskapens dag hade bara uppskjutits.
Trots dessa försiktighetsåtgärder stötte några hundra män stötte samman vid Stamford Bridge 31 oktober eller 1 november, några hundra dödades, och fler skadades och Lord Egremont tillfångatogs och fängslade av John Neville. 
Neville gjorde ett taktiskt diplomatiskt drag genom att gå samman med Rikard, hertig av York. De skulle hjälpa honom med hans fiende, hertigen av Somerset och i gengäld skulle han hjälpa dem i deras fejd. Då kungen blev sjuk utmanövrerade de snabbt Somerset och utsåg hertigen av York till Protector of England. Under Yorks protektorat var Somerset inspärrad och ätten Percy led kraftigt av Nevilles övertag. Då kungen tillfrisknade, förlorade York makten, Somerset befriades och allierade sig med Percy-släkten. 
Sex månader senare möttes Henrik VI, Somerset och Percies (lancastrarna) hertigen av York och Nevilles (yorkisterna) i första slaget vid St Albans, där både hertigen av Somerset och earlen av Northumberland stupade. 